# Вест-Гартфорд
Вест-Гартфорд (англ. West Hartford) — місто (англ. town) на північному сході США, в окрузі Гартфорд штату Коннектикут. Населення — 64 083 особи (2020). Засноване 1854 року.

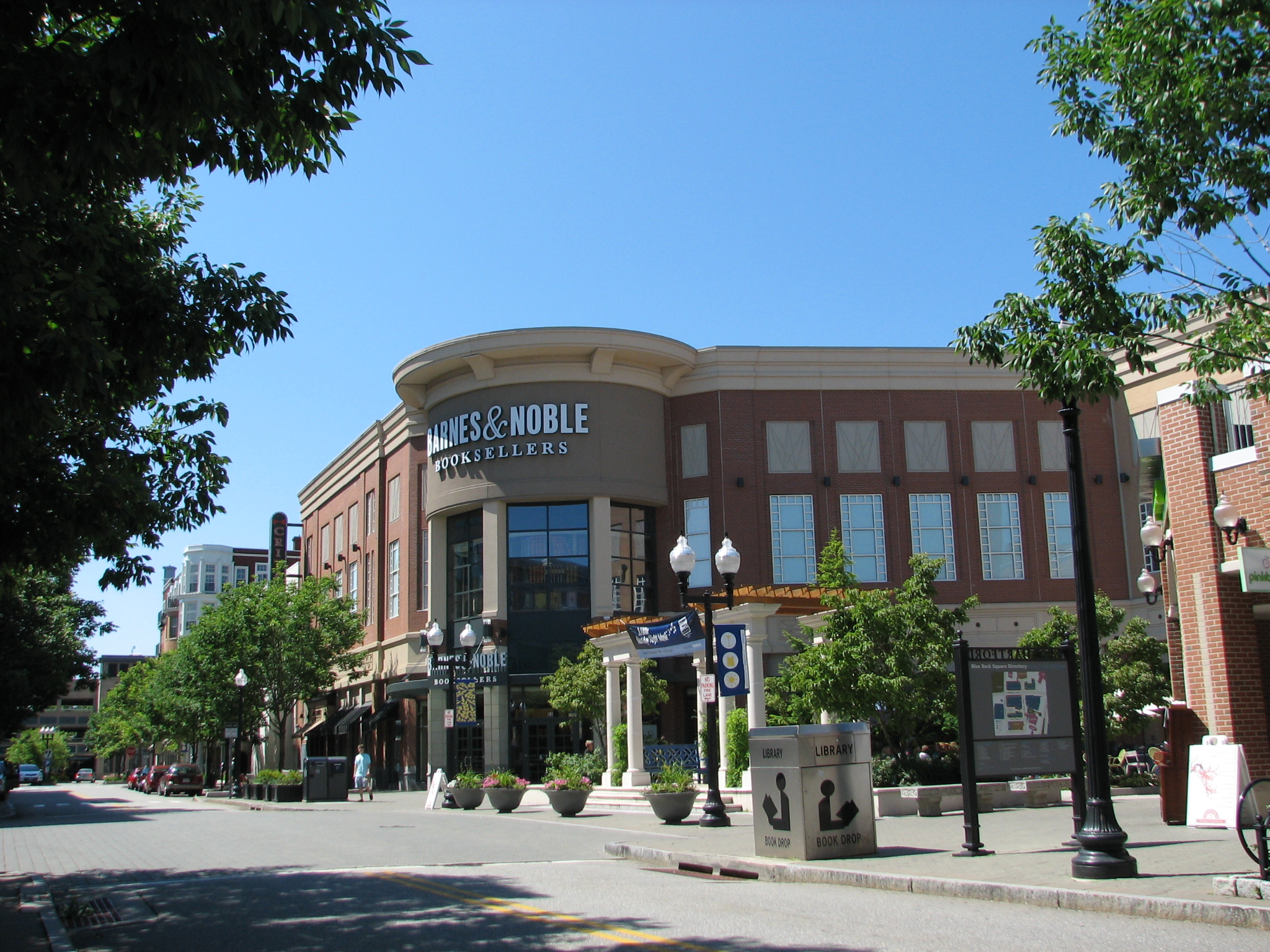
Центральна площа Вест-Гартфорда

Вест-Гартфорд — престижне передмістя Гартфорда. У місті є центральна частина, утворена перетинанням вулиць Фармінгтон Авеню та Север та Соус-Мейн-Стріт. Центр рясніє бутиками, ресторанами та офісами банків.
У місті розташовані три університети: Університет Гартфорда, Університет Сент-Джозефа, один з кампусів Університету Коннектикуту.
2010 року журнал Kiplinger's Personal Finance назвав Вест-Гартфорд одним з «10 найкращих міст нації для сімей» і «10 найкращих міст наступного десятиліття».
У 2010 сайт CNN Money присвоїв Вест-Гартфорду 55-е місце в рейтингу найкращих малих міст США. 2010 року національний онлайн журнал travelandleisure.com назвав Вест-Гартфорд одним з 10 найкращих передмість нації.

## Демографія

Центральна площа Вест-Гартфорда

Згідно з переписом 2010 року, у місті мешкало 63 268 осіб у 25 258 домогосподарствах у складі 16 139 родин. Було 26396 помешкань
Расовий склад населення:
| - 79,6 % — білих - 7,4 % — азіатів - 6,3 % — чорних або афроамериканців - 0,2 % — корінних американців - 3,8 % — осіб інших рас |

До двох чи більше рас належало 2,7 %. Частка іспаномовних становила 9,8 % від усіх жителів.
За віковим діапазоном населення розподілялося таким чином: 23,3 % — особи молодші 18 років, 59,6 % — особи у віці 18—64 років, 17,1 % — особи у віці 65 років та старші. Медіана віку мешканця становила 41,5 року. На 100 осіб жіночої статі у місті припадало 86,6 чоловіків; на 100 жінок у віці від 18 років та старших — 82,1 чоловіків також старших 18 років.
Середній дохід на одне домашнє господарство становив 133 890 доларів США (медіана — 95 298), а середній дохід на одну сім'ю — 164 227 доларів (медіана — 124 679). Медіана доходів становила 84 107 доларів для чоловіків та 64 668 доларів для жінок. За межею бідності перебувало 7,5 % осіб, у тому числі 9,7 % дітей у віці до 18 років та 7,4 % осіб у віці 65 років та старших.
Цивільне працевлаштоване населення становило 32 679 осіб. Основні галузі зайнятості: освіта, охорона здоров'я та соціальна допомога — 31,9 %, фінанси, страхування та нерухомість — 15,4 %, науковці, спеціалісти, менеджери — 13,0 %.

## Відомі люди
- Едвард Лоренц (1917 — 2008) — американський математик і метеоролог, один із творців теорії хаосу.